# Luis Holmanza
Luis María Holmanza Odelín (né le 12 septembre 1949) est un footballeur international cubain, qui évoluait au poste de défenseur.

## Biographie

### Carrière en équipe nationale
International cubain dans les années 1970, Luis Holmanza prend part à cinq rencontres de la Coupe des nations de la CONCACAF de 1971 à Trinité-et-Tobago avant de jouer les éliminatoires de la Coupe du monde de 1978 (5 matchs disputés en tout, aucun but marqué).
Il participe aussi au tournoi de football des Jeux olympiques en 1976, mais c'est au niveau régional qu'il se distingue en remportant deux médailles d’or aux Jeux d'Amérique centrale et des Caraïbes de 1970 et 1974 ainsi qu’une médaille de bronze aux Jeux panaméricains de 1971.

## Palmarès

### En équipe de Cuba
- Vainqueur des Jeux d'Amérique centrale et des Caraïbes en 1970 et 1974.